# Škoda 15TrSF
Škoda 15TrSF − zmodernizowana eksportowa wersja czechosłowackiego przegubowego trolejbusu Škoda 15Tr, która była przeznaczona dla amerykańskiego miasta San Francisco.

## Konstrukcja i modernizacje
Pojazdy 15TrSF były produkowane w podobny sposób, jak standardowe trolejbusy 14TrSF, również przeznaczone dla San Francisco.
W ostrowskich zakładach Škody przygotowywano jedynie szkielet pojazdu, budowa była kontynuowana w przedsiębiorstwie ETI Baltimore, założonym przez firmy Škoda i AAI Baltimore w celu ukończenia budowy trolejbusów.
Mechaniczna i elektryczna konstrukcja trolejbusu pochodzi z modelu 15Tr. Jest to więc trzyosiowy trolejbus złożony z dwóch członów, połączonych przegubem. W stosunku do 15Tr zmianie uległ wygląd pojazdu (zbliżony do 14TrSF) oraz wnętrze i liczba drzwi. Z prawej strony znajdują się trzy dwuskrzydłowe składane drzwi, dwoje z nich znajduje się w pierwszym członie.

## Prototyp
W 1999 roku wyprodukowano jeden prototyp trolejbusu 15TrSF (prawdopodobnie był to jedyny trolejbus tego typu dokończony w zakładach w Ostrowie). Po przeprowadzonych przez producenta testach wraz z pozostałymi trolejbusami 15TrSF został dostarczony do San Francisco. Otrzymał numer taborowy 7101 i został wycofany z eksploatacji w kwietniu 2016 roku i zezłomowany w tym samym roku.

## Dostawy
W latach 1999–2003 wyprodukowano łącznie 33 trolejbusy 15TrSF.
| Państwo           | Miasto         | Lata dostaw    | Liczba | Numery taborowe | Rok wycofania z eksploatacji |             |
| ----------------- | -------------- | -------------- | ------ | --------------- | ---------------------------- | ----------- |
| Stany Zjednoczone | San Francisco  | 2002–2003      | 33     | 7101–7133       | 2016                         | [ 2 ] [ 3 ] |
| Łączna liczba:    | Łączna liczba: | Łączna liczba: | 33     |                 |                              |             |